# 新三平建設
新三平建設株式会社（しんさんぺいけんせつ）は建設、不動産事業を行う株式会社。三平建設から事業譲渡を受けて新しく発足した。

## 概要
天保年間（1830年代）に創業された三河の材木商が前身。以来、個人営業の時代を経て、昭和18年5月に株式会社三平興業を設立、法人組織に改組した。その後建築分野に進出するなど事業を拡大、昭和60年11月建築部門を分離し、三平建設株式会社として設立された。
首都圏を営業地盤とし、中層マンション、戸建てなど民間住宅を主体に事務所、ホテル、学校、工場倉庫などにも実績を残し、平成3年10月に店頭登録し、ピーク時の年間売上高は800億円を超えていた。
しかし、米国のサブプライムローン問題に端を発する世界的な金融不安の影響を受け、主力顧客のマンションデベロッパーの相次ぐ経営破綻により資金繰りが悪化、2008年7月24日に東京地裁に民事再生法の申請を申し立てるに至った。
その後、ライト工業とストライクが設立した新生三平ファンド1号匿名組合がスポンサー企業として支援をすることが決定し、新設された新三平建設に事業譲渡され、現在に至っている。

## 社名の由来
社名の由来は会社の起源である木材商の平吉が三河国の出身であることから。

## 沿革
- 1943年5月 - 三平興業として法人化。
- 1973年 - マンション開発を始める。
- 1985年11月 - 建設部門を分離し、三平建設を設立。
- 1991年10月 -  店頭公開。
- 1998年12月 - ISO 9001の認証を取得。
- 2006年2月23日 - 1株を5株に分割。
- 2008年
  - 7月24日 - 民事再生法を申請。
  - 8月25日 - 上場廃止。
- 2009年
  - 1月30日 - ライト工業とストライクが設立した新生三平ファンド1号匿名組合が出資する「新三平建設」へ「三平建設」の事業を譲渡。
  - 8月10日 - 台東区元浅草一丁目1-1から同区元浅草一丁目6-13 元浅草MNビル（現住所）に本店を移転。

## 民事再生
米国のサブプライムローン問題に端を発する世界的な金融不安の影響を受け、主力顧客のマンションデベロッパーの相次ぐ経営破たん、2008年7月24日に東京地裁へ民事再生法の適用を申請した。負債は約167億7400万円。申請代理人は松村正哲弁護士（森・濱田松本法律事務所）ほか6名。主取引銀行はりそな銀行であった。
2009年2月13日に再生計画案を提出、同3月25日に債権者集会が開催され再生計画案が認可され、事業譲渡が実行された。2010年3月15日には事業譲渡代金の支払いが完了した。